# Élodie Yung
Élodie Yung (París, Francia, 22 de febrero de 1981) es una actriz francesa, especialmente conocida por interpretar a Elektra Natchios en Daredevil.

## Biografía
Yung nació en París, Francia. Es hija de padre de origen camboyano y de madre francesa. Desde 2004 practica karate. Se graduó de la Academia de Música y Arte Dramático de Londres y tiene una maestría en leyes por la Universidad de París.

### Carrera
Yung comenzó a actuar recibiendo pequeños papeles en televisión a la edad de veinte años. En 2004 recibió su primer protagónico en la película Les fils du vent, donde interpreta a Tsu e interpretó a Tao en Distrito 13: Ultimatum.
Entre 2006 y 2010 interpretó a Laura Maurier en la serie de televisión Les Bleus. En 2011 fue elegida para interpretar a Miriam Wu en The Girl with the Dragon Tattoo. Participó en G.I. Joe: Retaliation, película donde interpretó a Jinx en 2013.
En julio de 2015 se dio a conocer que Yung fue elegida para interpretar a Elektra Natchios en la segunda temporada de la serie de Netflix Daredevil. En 2016 protagoniza la película Dioses de Egipto, junto a Brenton Thwaites, Nikolaj Coster-Waldau y Gerard Butler, en donde interpreta a la diosa Hathor.

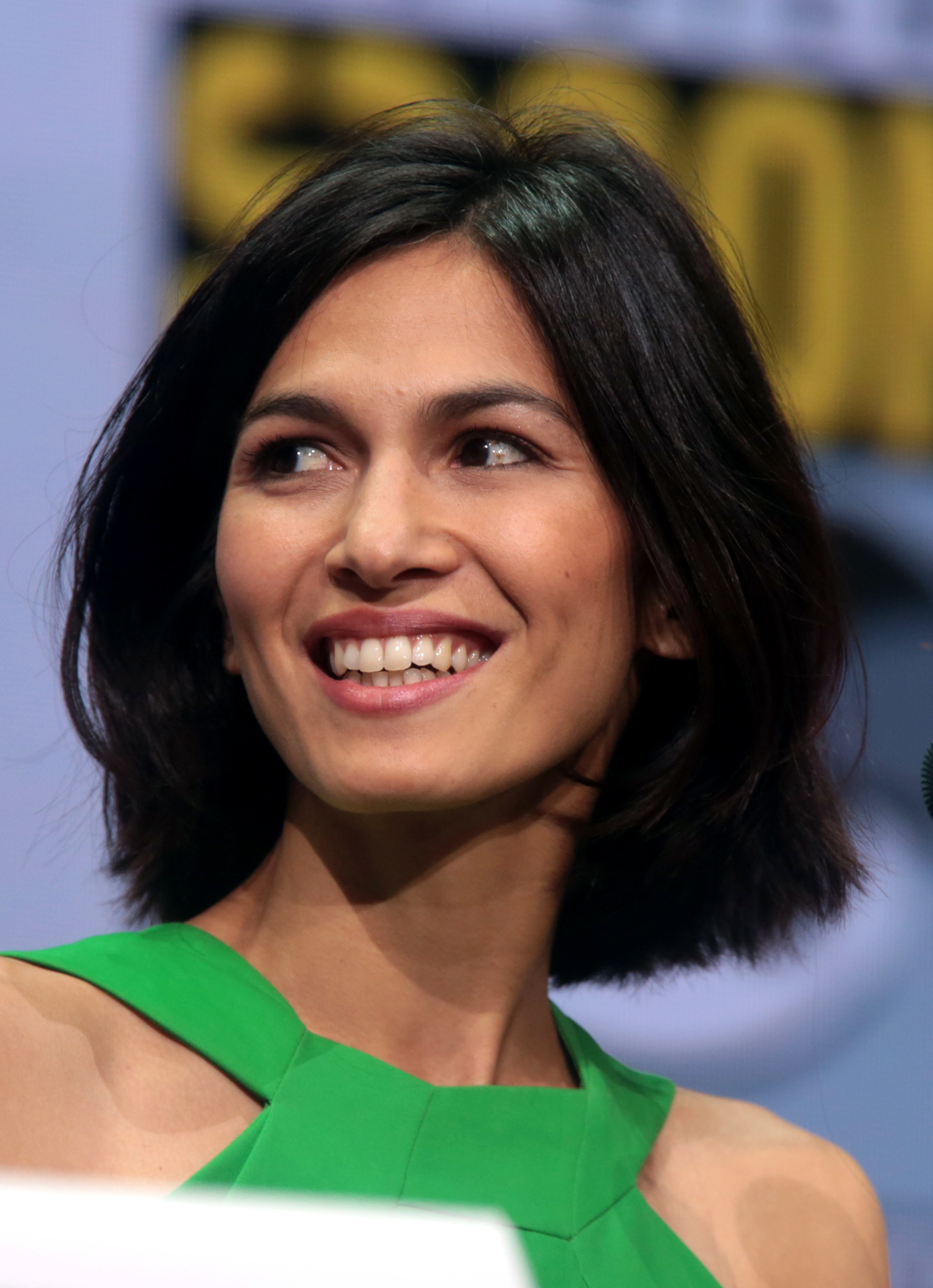
Yung en la Comic-Con de 2017

## Filmografía
| Cine       | Cine                            | Cine             | Cine                            |
| Año        | Película                        | Rol              | Notas                           |
| ---------- | ------------------------------- | ---------------- | ------------------------------- |
| 2004       | Les fils du vent                | Tsu              |                                 |
| 2007       | Fragile(s)                      | Isa              |                                 |
| 2008       | Home Sweet Home                 | Marie-Jo         |                                 |
| 2009       | Distrito 13: Ultimatum          | Tao              |                                 |
| 2010       | Let Her                         |                  | Cortometraje                    |
| 2010       | Opération Casablanca            | Isako            |                                 |
| 2011       | The Girl with the Dragon Tattoo | Miriam Wu        |                                 |
| 2013       | G.I. Joe: Retaliation           | Jinx             |                                 |
| 2014       | Still                           | Christina        |                                 |
| 2015       | Narcopolis                      | Eva Gray         |                                 |
| 2016       | Dioses de Egipto                | Hathor           |                                 |
| 2017       | The Hitman's Bodyguard          | Amelia Roussel   |                                 |
| Televisión |                                 |                  |                                 |
| Año        | Título                          | Rol              | Notas                           |
| 2002-2003  | La vie devant nous              | Jade Perrin      | 8 episodios                     |
| 2005-2007  | Mademoiselle Joubert            | Fanny Ledoin     | 3 episodios                     |
| 2006-2010  | Les Bleus                       | Laura Maurier    | Elenco principal                |
| 2007       | Sécurité intérieure             | Joséphine        | 1 episodio                      |
| 2009       | Little Wenzhou                  | Su               | Película para televisión        |
| 2016       | Daredevil                       | Elektra Natchios | Elenco principal (2ª temporada) |
| 2017       | The Defenders                   | Elektra Natchios | Elenco principal (1ª temporada) |
| 2022       | The Cleaning Lady               | Thony De La Rosa | Elenco principal                |